# Xylotrechus phidias
Xylotrechus phidias là một loài bọ cánh cứng trong họ Cerambycidae.